# Cúp bóng đá Bulgaria 1950
Cúp bóng đá Bulgaria 1950 là mùa giải thứ 10 của Cúp bóng đá Bulgaria (trong giai đoạn này có tên là Cúp Quân đội Xô-viết). Levski Sofia giành chức vô địch sau 3 trận đấu ở chung kết trước CSKA Sofia.

## Vòng Một
| Đội 1               | Tỉ số             | Đội 2                |
| ------------------- | ----------------- | -------------------- |
| Levski Sofia        | 3–1               | Sportist Svoge       |
| Lokomotiv Sofia     | 4–2               | Spartak Varna        |
| Chernomorets Burgas | 0–1               | Slavia Sofia         |
| Dunav Ruse          | 0–2               | Spartak Pleven       |
| Akademik Sofia      | 3–0 (w/o)         | Minyor Pernik        |
| Marek Dupnitsa      | 1–3               | Cherveno Zname Sofia |
| Lokomotiv Plovdiv   | 0–1 (aet)         | CSKA Sofia           |
| Torpedo Pleven      | 2–2 (aet) 0–3 (R) | Spartak Sofia        |

## Tứ kết
| Đội 1          | Tỉ số | Đội 2                |
| -------------- | ----- | -------------------- |
| CSKA Sofia     | 2–0   | Lokomotiv Sofia      |
| Spartak Pleven | 4–0   | Slavia Sofia         |
| Levski Sofia   | 3–0   | Spartak Sofia        |
| Akademik Sofia | 3–0   | Cherveno Zname Sofia |

## Bán kết
| Đội 1          | Tỉ số             | Đội 2          |
| -------------- | ----------------- | -------------- |
| Spartak Pleven | 0–1               | Levski Sofia   |
| CSKA Sofia     | 0–0 (aet) 4–1 (R) | Akademik Sofia |

## Chung kết

### Trận đầu tiên
| Levski Sofia | 1−1 (s.h.p.) | CSKA Sofia    |
| ------------ | ------------ | ------------- |
| Hranov 61'   |              | Panayotov 76' |

### Trận thứ hai
| Levski Sofia | 1−1 (s.h.p.) | CSKA Sofia |
| ------------ | ------------ | ---------- |
| Takev 75'    |              | Bozhkov 2' |

### Trận thứ ba
| Levski Sofia | 1−0 (s.h.p.) | CSKA Sofia |
| ------------ | ------------ | ---------- |
| Tomov 99'    |              |            |